# グレゴリー・ヘルムズ
ザ・ハリケーン（The Hurricane）のリングネームで知られるグレゴリー・ヘルムズ（Gregory Shane Helms、1974年7月12日 - ）は、アメリカ合衆国のプロレスラー。ノースカロライナ州ローリー出身。

## 来歴
学生時代にレスリングで下地をつくり、1991年に地元ノースカロライナのインディー団体CCWAにて、キッド・ビシャスのリングネームでデビュー。その後、マット・ハーディーが主宰するOMEGA（Organization of Modern Extreme Grappling Arts）などのカロライナ地区のインディー団体で活動していた。
1999年、オメガ・レスリング時代の盟友シャノン・ムーアと共にWCWと契約。シェーン・ヘルムズの名でムーア&エヴァン・カレイジャスとアイドル系ヒール・ユニット「3カウント」を結成、ヤング・ドラゴンズ（カズ・ハヤシ、ジミー・ヤン、ジェイミー・サン）と抗争を展開する。3カウントはバックストリート・ボーイズやイン・シンクをパロディ化したユニットで、当時WCWのブッカーだったジミー・ハートがプロデュースし、タンク・アボットが彼らのボディーガード役を務めた。3カウント脱退後はベビーフェイスに転向し、2001年3月18日に行われたWCWグリードの試合でチャボ・ゲレロ・ジュニアを破りWCWクルーザー級王座を獲得、WCW最後のクルーザー級王者となった。
2001年のWCW崩壊後はWWE（当時WWF）と契約。当初はWCW時代と同じキャラクターだったが、ストーン・コールド・スティーブ・オースチンのスキット上でのアドバイスにより、アメコミのヒーロー「グリーンランタン」を意識したスーパーヒーロー・ギミックのハリケーン・ヘルムズに変身する。初期は顔にペイントを施していたが、後に覆面レスラーとなり、リングネームもザ・ハリケーンに改めた。

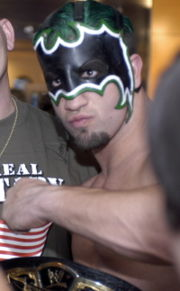
ザ・ハリケーン

普段は「デイリー・グローブ社のシェーン・ヘルムズ記者」を名乗りレスラーの取材活動を行い、試合の際に変身するという設定で、会場にはハリ・サイクル（Hurri-Cycle）なるマシーンに乗って来場。当時はアライアンスのメンバーであったことからヒールのポジションで、スパイク・ダッドリーのギミック上の恋人モーリー・ホーリーを奪い、スーパーヒロインのマイティ・モーリー（Mighty Molly）に変身させて自身の助手として帯同した（後にマイティ・モーリーはレッスルマニア18のハードコア戦において、バックステージでハリケーンをフォールし、彼からハードコア王座を奪取している）。
アライアンス消滅後はベビーフェイスに転向。2002年5月16日、タジリ、ビリー・キッドマンとの3WAY戦を制しWWEクルーザー級王座を獲得。王座陥落後はRAWに移籍し、短期間ながらケインとのマスクマン・タッグチーム「ハリケイン（Hurri-Kane）」を結成。9月23日にアンチ・アメリカンズのクリスチャン&ランス・ストームを下し世界タッグ王座も獲得した。
2003年秋からはロージーがパートナーとなり、2005年5月1日のバックラッシュにて世界タッグ王座に返り咲いた。タッグ王座獲得後は、ステイシー・キーブラーも一時的にチームに加入している。
2005年10月、アメリカが度重なるハリケーンの被害に遭ったため改名を余儀なくされ、ギミックチェンジと共にヒールターンを決行。マスクマンから素顔に戻り、リングネームも本名に戻した。同年12月12日にはタジリのWWE最後の試合の対戦相手を務めている。
2006年1月29日のロイヤルランブルにおいてRAW所属のままクルーザー級王者となり、その翌週スマックダウンへ移籍。翌2007年2月18日のノー・ウェイ・アウトでチャボ・ゲレロに敗れるまでクルーザー王座を保持した。同年5月、頚骨にヒビが入る怪我を負い、頸椎固定手術を受けリハビリのために長期欠場。
2008年秋頃からスマックダウンにて、リング上でヒール選手がマイクアピールなどをしているときに画面隅に顔映像だけ登場し、その選手に対して二言三言（大抵は皮肉めいた）コメントを出して消えるという形で番組復帰する（Hurrapopsと呼ばれる）。これにMVPが不快感を示したことが伏線となり、12月にハリケーン・ヘルムズとしてのレスラー復帰戦でMVPと対決、復帰戦を勝利で飾った。続くシェルトン・ベンジャミン戦ではザ・ハリケーン時代の決めポーズを出し、観客から歓声を浴びた。

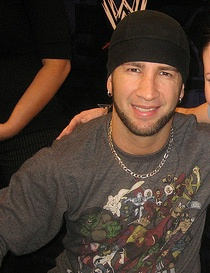
2009年

2009年の追加ドラフトによりECWへ移籍。移籍後しばらくは試合は行わず、バックステージのインタビュアーとして活動した（ハリケーン時代の取材記者ギミックを踏襲した役どころで、首の回復が思わしくなく、完治するまでの措置とされた）。マーク・ヘンリーをインタビュー中、隣でスタッフが巨大な貨物を運んでいる最中、下敷きになってしまう事故がアングルとして発生。そこにハリケーン時代のコスチュームで登場し、スタッフを救助したことがある。その後も何度か番組収録中に「グリーン・ガイ」が登場し、ハリケーンのギミック復帰をうかがわせた。8月11日の収録では、ポール・バーチルに攻撃されるヨシ・タツを助けるスーパーヒーローとしてリングに登場。
その後は本格的に復帰してバーチルと抗争を繰り広げ、11月にはハリケーンのマスクとバーチルのECW追放を賭けた一戦に勝利したが、2010年2月26日にWWEを解雇された。その1カ月前の1月27日、ケンタッキー州フォート・ミッチェルのバーでクリス・ジェリコと他の客に暴行したとして、ジェリコと共に逮捕されている。
WWE解雇後はアメリカのインディー団体を転戦しており、2010年10月にはハリケーンのギミックでJAPWに登場した。2011年1月10日にはLucha Libre USAにシェーン・ヘルムズ名義で参戦し、マルコ・コルレオーネとタッグを結成。PWGやCWF（Carolina Wrestling Federation）などの団体にもスポット参戦した。
2011年6月9日にはSMASH16にてTAJIRIと対戦する予定だったが、来日前の5月5日にバイク事故を起こし、足首や鼻などを骨折して200針縫う大怪我を負い、参戦中止となった。
2018年1月28日、WWE・Royal Rumble 2018にて約8年ぶりに出場を果たす。ロイヤルランブルマッチにて21番手で登場。20番手のジョン・シナと対峙してチョークスラムを見舞おうとするが切り返されて落とされ、脱落となった。

## リングネーム
- ザ・ハリケーン（The Hurricane）
- シェーン・ヘルムズ（Shane Helms）
- ハリケーン・ヘルムズ（Hurricane Helms）
- グレゴリー・ヘルムズ（Gregory Helms）
- "シュガー" シェーン・ヘルムズ（"Sugar" Shane Helms）
- キッド・ビシャス（Kid Vicious）

## 得意技

### フィニッシュホールド

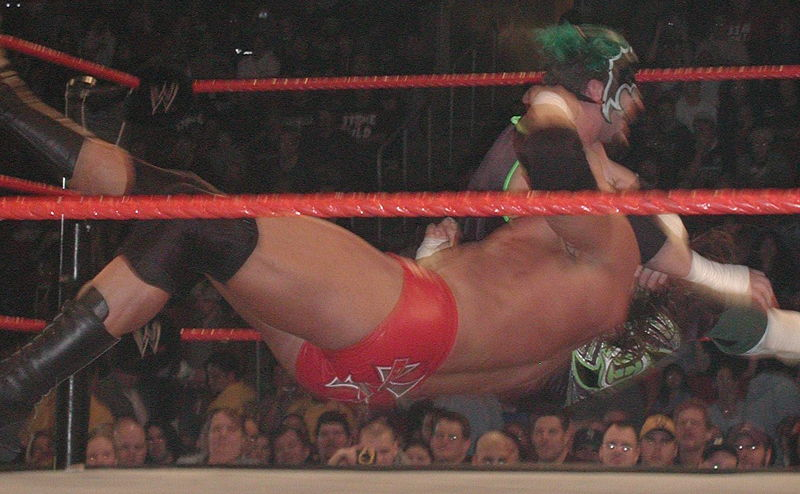
アイ・オブ・ザ・ハリケーン
ファイナル・カット。相手の首をリバースDDTの体勢で左脇に抱え込み、
相手の首を左脇から解き放ちながら自身の体だけを左方向へと180度捻って相手の喉元に自身の右腕を叩きつけつつ尻餅をつき、その衝撃で後ろに倒れ込ませた相手の後頭部を叩きつける。
ドラゴンスリーパーの体勢から、相手の頭部を離すと同時に自分の体を反転させ、その遠心力を利用して自分の片腕（相手の頭部を抱えていなかった腕）を相手の喉元にエルボー・ドロップで叩き付けて、その瞬間に自分の体を背中からマットへ倒し込み、その勢いを利用して相手を背面からマットへ叩き落とす技。ラリアット式エルボー・ドロップ式の２種類を使用する。
グレゴリー・ヘルムズ時代はナイトメア・オン・ヘルムストリートの技名で使用。ネーミングの由来は映画のエルム街の悪夢。
シャイニング・ウィザード
フィニッシュ・ムーブとして使用。ヘルムズが尊敬するという武藤敬司の技として有名。尊敬しているがゆえ技名も変えずにそのまま使用しているとコメントしている。ただし彼の場合は膝蹴りよりも回し蹴りに近く、また相手の膝を踏み台にしない形が多い。
シングルニー・フェイスバスター
自分の片膝を使ってのフェイスバスターでありカリートのバックスタバーと同じ動作を相手の背中ではなく顔面に行う珍しい技。
バータブレイカー
WCW時代のフィニッシャーで、変形パイルドライバーの一種。相手の両腕を固定し、背中で逆さまにかつぎ、そのまま尻餅をつくように落とす、リバース・ゴリースペシャルから垂直落下で落とすような技。逆さまで腕を固定され脳天から落とされるという、受身の取れない体勢から繰り出される危険技のためWWEでは使用を禁じられており、現在では垂直に落とさず、後ろに倒れこむような形で相手を背中から地面に叩きつけている。

### その他
ハリ・チョークスラム
チョークスラム。軽量級の選手には似つかわしくない技だが、自身の「ハリ・パワー（Hurri-Power）」をアピールするために使い出した。当初は相手選手の喉を掴んだ後、ファンにアピールしている間に攻撃されるのがお約束であり、技が決まることは滅多になかったものの、クルーザー王座戴冠時はフィニッシュ・ムーブとして使用していた。マスクマンでチョークスラムを使用する共通点がケインとのタッグ結成の一つの理由となった。2005年のヒールターン後は使用していない。
ネックブリーカー・スラム
スタンド状態の相手と背中合わせになりながら相手の首を両手で捉え、勢いよくマットに背中から倒れ込んで相手の後頭部や背中をマットに叩きつける。
モウティファイアー
相手の左腕をハンマーロックで固めた状態で、サムズ・アップ(親指を立てるジェスチャー)ポーズからジャンプして右手で首元に飛びつき、背面から倒れ込むことで顔面からマットに叩きつける'ハンマーロック式変形フラットライナー'。
アンダードッグ
正面から相手の両腕をカンヌキで捕らえ、そのまま相手ごと反転し、体重を浴びせて倒れ込むことで相手を背中からマットに叩きつける変形スラム。形としてはリバース式キル・スイッチ。

## 獲得タイトル
WWE

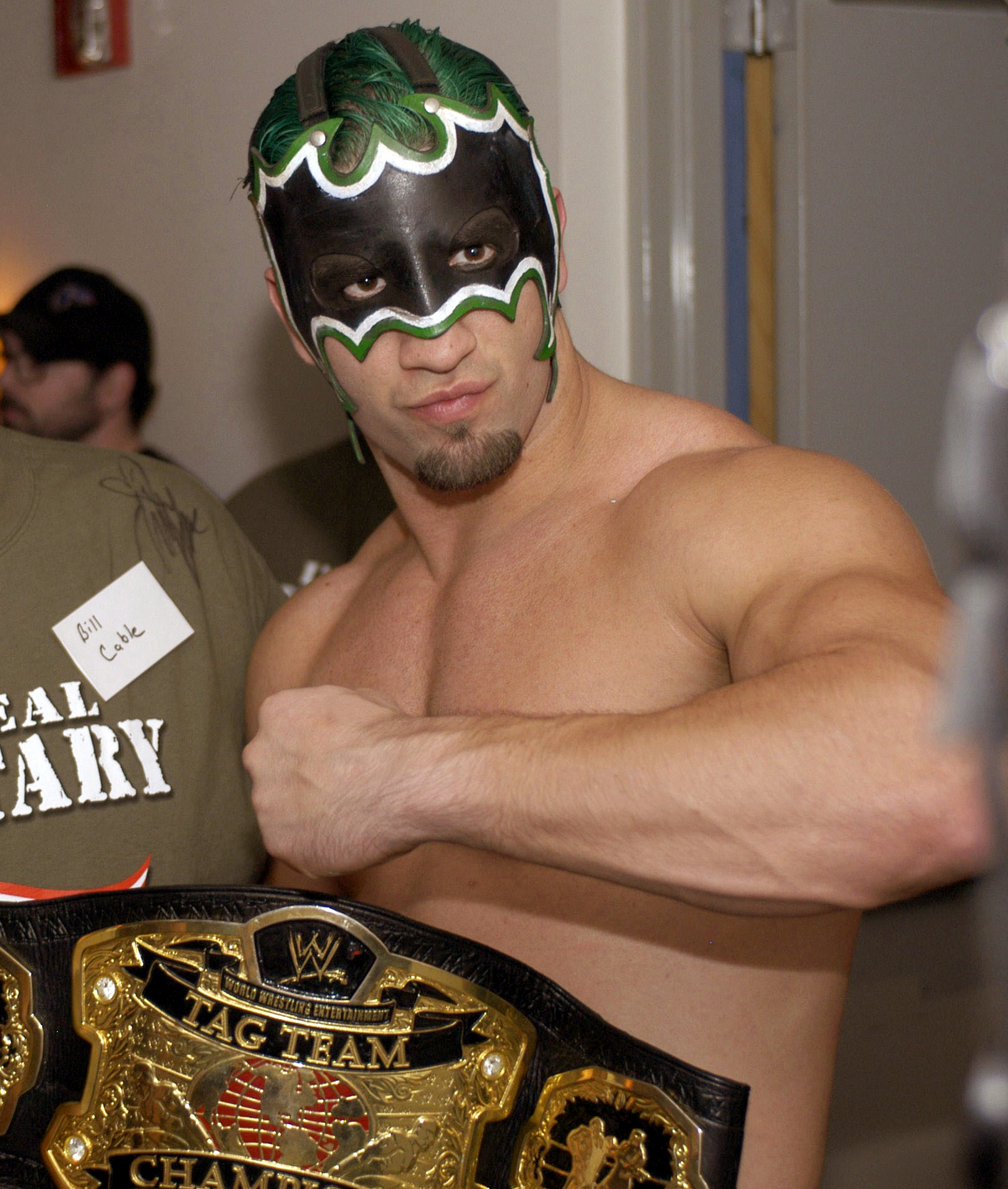
WWE世界タッグ王者時代

- WWE世界タッグ王座 : 2回（w / ケイン、ロージー）
- WWEクルーザー級王座 : 2回
- WWEヨーロピアン王座 : 1回
- WWEハードコア王座 : 1回

WCW
- WCWクルーザー級王座 : 1回
- WCWハードコア王座 : 1回

その他
- NWAワイルドサイド・タッグ王座 : 1回（w / シャノン・ムーア）
- CCWAライトヘビー級王座 : 2回
- NAPWライトヘビー級王座 : 1回
- PWIインターナショナル・ヘビー級王座 : 1回
- ESWタッグ王座 : 1回 (w / ジョニー・アダムズ)
- SCWヘビー級王座 : 1回
- SCWタッグ王座 : 1回（w / マイク・マベリック）
- OMEGAタッグ王座 : 2回（w / マイク・マベリック）
- SWAライトヘビー級王座 : 1回
- CCWライトヘビー級王座 : 1回
- NDWライトヘビー級王座 : 1回
- NDWタッグ王座 : 1回（w / マイク・マベリック）
- WWOライトヘビー級王座 : 1回
- TCWテキサス・タッグ王座 : 1回（w / レニー・レーン）

## 入場曲
- Eye of the Hurricane
- Fire Storm
- It's Time
- Dynasty